# أناتولي تاراسوف
أناتولي تاراسوف (الروسية: Анатолий Владимирович Тарасов) (10 ديسمبر 1918 في روسيا - 23 يونيو 1995 في روسيا) هو لاعب هوكي الجليد ومدرب كرة قدم ولاعب كرة قدم روسي (وحمل سابقاً جنسية الاتحاد السوفيتي وجمهورية روسيا الاتحادية الاشتراكية السوفيتية) في مركز الهجوم. لعب مع تشورنومورتس أوديسا ونادي سيسكا موسكو وHC CSKA Moscow ‏.

## وصلات خارجية
- أناتولي تاراسوف على موقع IMDb (الإنجليزية)
- أناتولي تاراسوف على موقع الموسوعة البريطانية (الإنجليزية)
- أناتولي تاراسوف على موقع ديسكوغز (الإنجليزية)
- أناتولي تاراسوف على موقع قاعدة بيانات كرة القدم.إي يو (الإنجليزية)
- أناتولي تاراسوف على موقع EliteProspects.com (الإنجليزية)